# Åkianer
Åkianer (åkeaner) var en separatistisk sekt inom Älmeboda socken i Småland, som uppkom 1784 under ledning av bonden Åke Svensson på gården Östergöl i Älmeboda efter vilken sekten fick sitt namn. Denna rörelse stod troligen i något, om också ej omedelbart och direkt, sammanhang med den religiösa väckelse, som i dessa trakter uppstått genom Peter Murbeck i Fridlevstads socken och Anders Elfving i Vissefjärda socken. 
Rörelsen började så att Åke Svensson efter en inre väckelse kände ett behov att hålla uppbyggelsesammankomster med sina närmaste, vilka sammankomster snart besöktes även av främmande åhörare. Anledningen till separationen från Svenska kyrkan var att församlingens prästerskap nekade Åke och hans vänner att varje vecka, såsom de begärde, få gå till nattvarden. Åke tog då själv hand om sakramentets förvaltning bland sina anhängare och utträdde jämte dem ur kyrkan. Egendomsgemenskap infördes efter föredömet av den äldsta församlingen i Jerusalem; äktenskapets band lossades i så måtto, att ett äktenskap ingånget i det oomvända tillståndet ej ansågs bindande för kontrahenterna, sedan de blivit omvända, och de jordiska kallelseplikterna åsidosattes. 
Dokumentation och källmaterial om åkianismen finns utgivet i Nils Lindgrens Handlingar rörande Åkianismen jemte inledande betraktelser : föredrag wid prestmötet i Wexiö den 15 Juni 1867 . Boken är digitaliserad och kan läsas via extern länk nedan. 
Åkianerna trodde på möjligheten att förverkliga en fullkomlig tingens ordning redan här på jorden, en övertygelse som sammanföll med kiliastiska förväntningar. Rörelsen hade mindre utbredning och spreds förutom i Älmeboda bara till Ljuder och Linneryd. Flera av de få anhängare tillhörde Åkes släkt. Emellertid grep domkapitlet i Växjö in, höll förhör med sektens medlemmar och överlämnade därpå saken åt häradsrätten i Ingelstad. Då härdadsrätten inte fick åkianerna att överge sin tro kom målet upp i Göta hovrätt, som  den 12 december 1785 dömde Svensson och hans hustru samt ytterligare sex anhängare  till vistelse på Danviks hospital i Stockholm. Domen förklarade åtta av de anklagade vara "alldeles fallna i galenskap och från deras förnufts rätta bruk", varför de dömdes att i Danviks dårhus "tills vidare undergå den skötsel och vård, som deras tillstånd fordrade". De dömdes inte enligt konventikelplakatet utan i upplysningstidens anda. De troendes levnadssätt poängterades och anklagelserna mot de åtalade handlade om att de inte  skötte sina egendomar. Den 8 januari 1786 intogs Svensson, hans hustru och ytterligare sex i rörelsen på Danviks hospital. På Danviken avled Åke själv jämte två andra ej långt därefter. De övriga utskrevs efter några år som friska och återvände hem, utom två kvinnor, som frivilligt kvarstannade som sköterskor och på sin ålderdom fick pension av anstalten. Den åkianska rörelsen upphörde småningom, sedan ledarna avförts till dårhuset. 
Vilhelm Moberg låter i romanen Utvandrarna rörelsen återuppstå på 1840-talet.